# Dioctria wilcoxi
Dioctria wilcoxi là một loài ruồi trong họ Asilidae. Dioctria wilcoxi được Adisoemarto & Wood miêu tả năm 1975. Loài này phân bố ở vùng Tân Bắc giới.